# Piksi
Piksi (лат.) — род птерозавров, чьи ископаемые остатки найдены в верхнемеловых отложениях (83,5—70,6 млн лет назад) на территории штата Монтана (США).

## Открытие и наименование
Окаменелости были обнаружены в 1991 году палеонтологом-любительницей Gloria Jean Siebrecht в индейской резервации черноногих, в местности Bob's Vacation Site, округ Гласье, Монтана. Извлечённые из верхнего слоя формации Two Medicine, ископаемые остатки, вероятно, принадлежали особи, умершей рядом с небольшим водоёмом. В 2002 году образец описал David J. Varricchio. 
Род Piksi на данный момент является монотипическим, единственный вид — Piksi barbarulna. Родовое название происходит из языка индейцев племени черноногих; слово piksi означает «большая птица» или «курица». Видовое название составлено из двух слов: лат. barbarus — странный, диковинный, и ulna — локоть.

## Описание и систематика
Голотипом служат единственные найденные остатки животного — части правого крыла: плечевая, локтевая и лучевая кости. В настоящее время они размещены в Музее Скалистых гор (коллекция MOR 1113). Кости являются фрагментарными и представляют примерную область локтя. Исходя из сравнения костей крыла с наземными птицами, P. barbarulna была размером со среднего фазана, т.е. около 35—40 см без длины хвоста, и с размахом крыльев около 80 см или несколько меньше. Масса птерозавра оценивается от 0,5 до 1 кг.
Первоначальное исследование нашло его родство неопределённым, за исключением того, что, возможно, род принадлежал кладе Ornithothoraces, куда входят энанциорнисовые птицы и современные птицы. Agnolin и Varricchio (2012) пересмотрели систематику Piksi barbarulna и сошлись на том, что он был скорее птерозавром, чем птицей, и принадлежал кладе Ornithocheiroidea. 

## Экология
Месторождение, в котором были найдены кости, является илистым аргиллитом, сформированным из наносов, которые отложились во времена относительно прохладной фазы позднего мелового периода. Уровень Западного внутреннего моря был довольно низким по мезозойским стандартам, что может быть связано с сильным тектоническим поднятием пояса Кордильер. Место, где были найдены окаменелости, было внутренним, отстоящим от морского побережья, по крайней мере, на 350 км.
Судя по данным стратиграфии, седиментологии и палеофауны, здесь была саванна с средне-влажным, сезонно засушливым тропическим или субтропическим климатом. Аргиллит, видимо, сформировался из илистого осадка в небольшой пойме. 
Многие представители фауны использовали это место в качестве среды своего обитания: многочисленные тероподы, такие, как Troodon, чьё гнездо было найдено, тираннозавриды и дромеозавриды. Богатое присутствие обнаруживал Orodromeus; их стада могли приходить в это место на водопой или для размножения, поскольку взрослые, подростковые особи и детёныши были найдены вместе. Здесь же встречались ранние млекопитающие — сумчатые и многобугорчатые, а также ящерицы. Наличие скелетов лягушек и отсутствие скелетов рыб указывает на то, что затопление этой территории носило периодический, а не постоянный характер.